# Drautal Straße
De Drautal Straße B100 is een Bundesstraße in de Oostenrijkse deelstaten Karinthië en Tirol.
De B100 verbindt Villach via Spittal an der Drau en Lienz met Sillian. De weg is 135,6 km lang.
Routebeschrijving
Karinthië

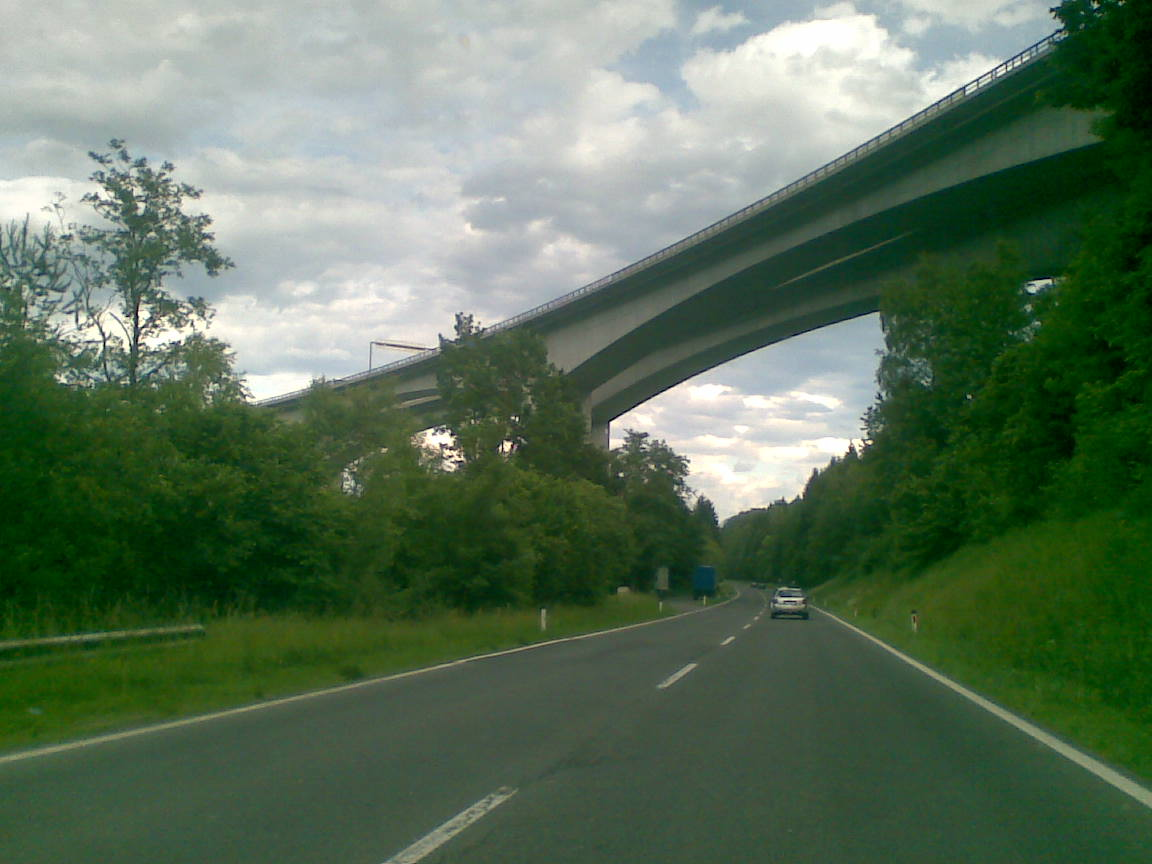
De B100 tussen Villach en Weißenbach; kruist de Tauern Autobahn via de Gummerner Brücke

De B100 begint in het noorden van Villach op en kruising met de B100. De weg loopt in noordwestelijke richting als rondweg langs de stad. In het noorden van de stad Villach sluiten achtereenvolgens de B94, de B86 aan. De weg passeert bij toerit Villach-West de aansluiting met de A10. De weg loopt verder door Paternion, kruist bij afrit Spittal an der Drau-Ost de A10 en komt in de stad Spittal an der Drau hier sluit de B99 aan. De weg kent bij toerit Lensdorf de aansluiting van de A10 en loopt door Lendorf. Vervolgens sluit in het zuidoosten van Mölbrücke de B106 aan. De weg loopt verder via de rondweg van Steinfeld, door Greifenburg waar de B87 aansluit en via de rondweg van Berg im Drautal. De B100 loopt verder door Dellach im Drautal, Oberdrauburg waar de B110 aansluit en bereikt de deelstaatsgrens met Tirol.
Tirol
De B100 loopt via de rondweg van Nikolsdorf, door Dölsach waar de Großglockner Straße aansluit Nußdorf-Debant waar de B107a aansluit en Lienz waar de B108 aansluit. De weg loopt verder door Leisach, Strassen waar de Gailtal Straße aansluit, Heinfels en door Sillian. De B100 eindigt op de grens met Italië waar ze overgaat in de SS49 naar Brixen.
Geschiedenis
De Drautalstraße vormt de verbinding tussen Karinthië en Tirol. Daarom werd de weg in Karinthië vroeger ook wel Tiroler Straße genoemd, in Tirol werd ze toch Pustertaler Straße genoemd. In Karinthië waren er vijf tolstations en wel in Paternion, Spittal, Sachsenburg, Greifenburg en Oberdrauburg. Deze tolstations leverden de staatskas in 1847 ongeveer 5.200 gulden op.
De Pustertaler Straße werd in 1883 zo ernstig vernield door onweer dat het de staat 278.000 Oostenrijk-Hongaarse Gulden uit moest geven on deze te herstellen.
De Pustertaler Straße (in Tirol) en de Tiroler Straße (in Karinthië) behoren tot de voormalige Reichsstraßen, die in 1921 in de lijst met Bundesstraßen opgenomen werden.. Bis 1938 wurde dieser Straßenzug als B63 genummerd. Na de Anschluss werd het oostelijke gedeelte tussen  Dölsach en Villach als Reichsstraße 336 aangeduid, terwijl het westelijke gedeelte tussen Dölsach en Sillian onderdeel werd van Reichsstraße 21.
Sinds 1 april 1948 wordt het gedeelte tussen Villach en de Italiaanse grens bij Sillian volledig als Drautal Straße aangeduid. Na het gereedkomen van de verkeerstunnel bij Sachsenburg werd de voormalige Drautal Straße door Sachsenburg in 1993 afgewaardeerd naar Landesstraße 14 en in Sachsenburger Straße hernoemd.
Op 24 februari 2010 werd de Drautal Straße bij Leisach in Osttirol onder naar schatting 1 miljoen m³ puin bedolven, waardoor de naastgelegen Drautalbahn drie dagen niet te gebruiken waren. De Drautal Straße was vel langer buiten gebruik vanwege de aanleg van een noodbrug en de Drau omgelegd moest worden.
B1 · 
B2 · 
B3 · 
B4 · 
B5 · 
B6 · 
B7 · 
B8 · 
B9 · 
B10 · 
B11 · 
B12 · 
B13 · 
B14 · 
B15 · 
B16 · 
B17 · 
B18 · 
B19 · 
B20 ·  
B21 · 
B22 · 
B23 · 
B24 · 
B25 · 
B26 · 
B27 · 
B28 · 
B29 · 
B30 · 
B31 · 
B32 · 
B33 · 
B34 · 
B35 · 
B36 · 
B37 · 
B38 · 
B39 · 
B40 · 
B41 · 
B42 · 
B43 · 
B44 · 
B45 · 
B46 · 
B47 · 
B48 · 
B49 · 
B50 · 
B51 · 
B52 · 
B53 · 
B54 · 
B55 · 
B56 · 
B57 · 
B58 · 
B59 · 
B60 · 
B61 · 
B62 · 
B63 · 
B64 · 
B65 · 
B66 · 
B67 · 
B68 · 
B69 · 
B70 · 
B71 · 
B72 · 
B73 · 
B74 · 
B75 · 
B76 · 
B77 · 
B78 · 
B79 · 
B80 · 
B81 · 
B82 · 
B83 · 
B84 · 
B85 · 
B86 · 
B87 · 
B88 · 
B89 · 
B90 · 
B91 · 
B92 · 
B93 · 
B94 · 
B95 · 
B96 · 
B97 · 
B98 · 
B99 · 
B100 · 
B105 · 
B106 · 
B107 · 
B108 · 
B109 · 
B110 · 
B111 · 
B113 · 
B114 · 
B115 · 
B116 · 
B117 · 
B119 · 
B120 · 
B121 · 
B122 · 
B123 · 
B124 · 
B125 · 
B126 · 
B127 · 
B129 · 
B130 · 
B131 · 
B132 · 
B133 · 
B134 · 
B135 · 
B136 · 
B137 · 
B138 · 
B139 · 
B140 · 
B141 · 
B142 · 
B143 · 
B144 · 
B145 · 
B146 · 
B147 · 
B148 · 
B149 · 
B150 · 
B151 · 
B152 · 
B153 · 
B154 · 
B155 · 
B156 · 
B158 · 
B159 · 
B160 · 
B161 · 
B162 · 
B163 · 
B164 · 
B165 · 
B166 · 
B167 · 
B168 · 
B169 · 
B170 · 
B171 · 
B172 · 
B173 · 
B174 · 
B175 · 
B176 · 
B177 · 
B178 · 
B179 · 
B180 · 
B181 · 
B182 · 
B183 · 
B184 · 
B185 · 
B186 · 
B187 · 
B188 · 
B189 · 
B190 · 
B191 · 
B192 · 
B193 · 
B197 · 
B198 · 
B199 · 
B200 · 
B201 · 
B202 · 
B203 · 
B204 · 
B205 · 
B209 · 
B210 · 
B211 · 
B212 · 
B213 · 
B214 · 
B215 · 
B216 · 
B217 · 
B218 · 
B219 · 
B220 · 
B221 · 
B222 · 
B223 · 
B224 · 
B225 · 
B226 · 
B227 · 
B228 · 
B229 · 
B230 · 
B303 · 
B305 · 
B309 · 
B310 · 
B311 · 
B316 · 
B317 · 
B319 · 
B320